# Rivière La Sarre
La rivière La Sarre est un cours d'eau dont l'embouchure est située dans la municipalité de paroisse de Sainte-Hélène-de-Mancebourg, dans la municipalité régionale de comté (MRC) de Abitibi-Ouest, dans la région administrative de Abitibi-Témiscamingue, au Québec, au Canada.
La rivière La Sarre coule en territoire agricole et forestier dans les municipalités de Chazel, La Sarre, Sainte-Hélène-de-Mancebourg et Palmarolle. La surface de ce cours d'eau est généralement gelée de la mi-novembre à la fin avril ; néanmoins, la circulation sécuritaire sur la glace est généralement de la mi-décembre à la fin mars.

## Géographie

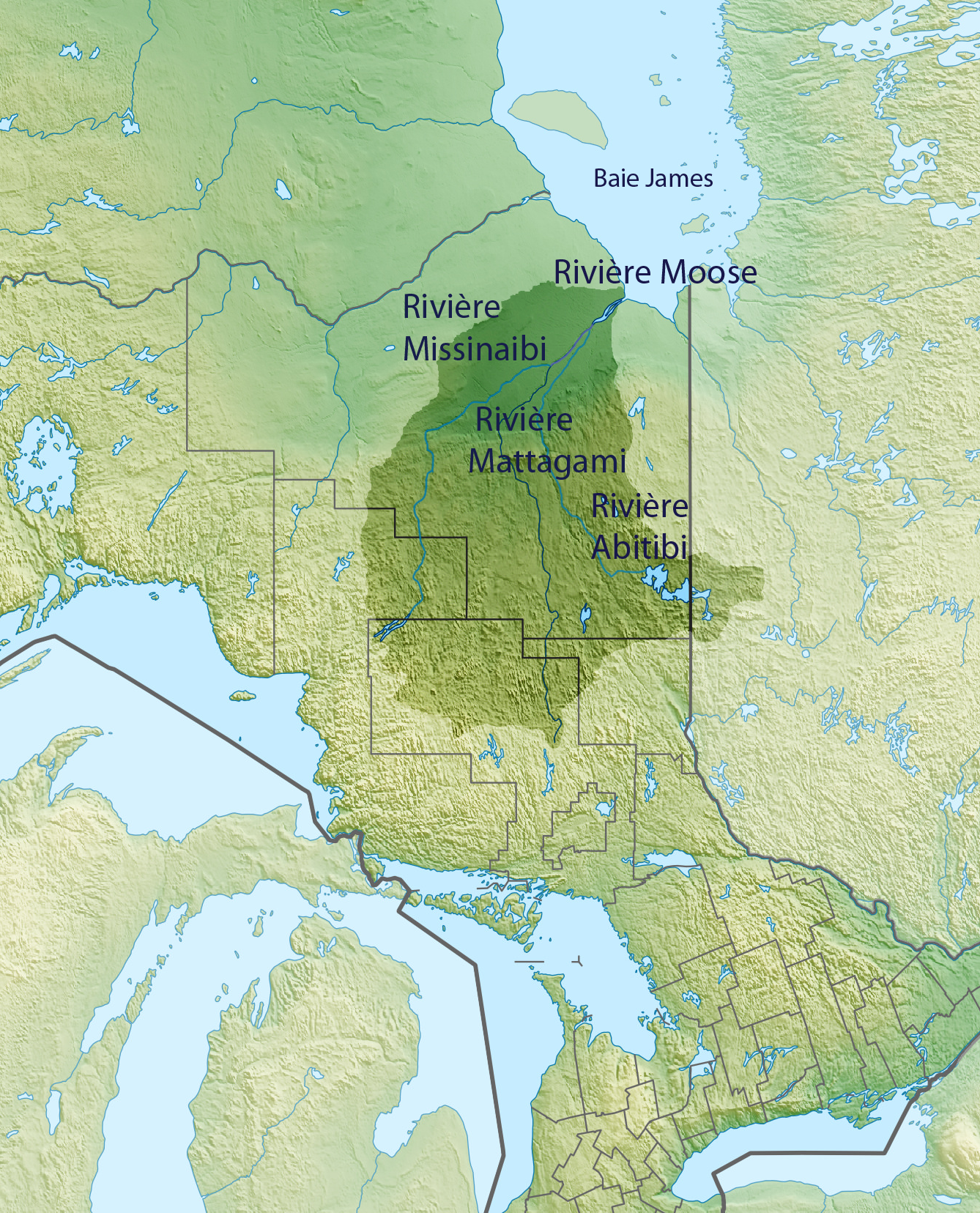
Bassin hydrographique de la Moose.

Prenant sa source à l'embouchure du lac Macamic (rive nord), la rivière La Sarre coule vers l'ouest, puis vers le sud, en irriguant le territoire du canton de La Sarre. À partir du lac Macamic, la rivière La Sarre coule sur 43,7 km, selon les segments suivants :
- 8,8 km vers l'ouest en formant une courbe vers le nord et en coupant la route du 8e au 10e rang, jusqu'à la route de Macamic-Chazel (sens nord-sud) qu'elle coupe à 0,8 km au sud du centre du village de Chazel ;
- 7,8 km vers l'ouest, jusqu'au barrage en amont des rapides Kawisabikidejimog ;
- 5,0 km vers l'ouest, jusqu'à la route 393 (sens nord-sud) qu'elle coupe à 3,3 km au nord du chemin de fer du Canadien National lequel passe au centre de La Sarre ;
- 8,0 km vers le sud-ouest en traversant un barrage, en formant une courbe vers l'ouest, puis en passant sous le pont du chemin de fer, jusqu'à route 111 (sens est-ouest) qu'elle coupe à 1,0 km à l'ouest de la route 393 qui traverse le centre-ville de La Sarre ;
- 14,1 km vers le sud, puis bifurque vers l'ouest dans le dernier 1,2 km en traversant une zone de marais, jusqu'à son embouchure[3].

Ce cours d'eau se déverse dans une grande baie de la partie est du lac Abitibi qui se dénomme également La Sarre.
Dans son parcours, la rivière La Sarre traverse les rapides Kawisabikidejimog et les rapides Adikameg Wamanikami, qui sont situés au sud du village de Val-Clermont de la municipalité de Clermont.

## Histoire
La colonisation du secteur de la rivière La Sarre a débuté vers 1916. Plusieurs fils d'Alfred Saint-Amand et de Julie Grégoire, de Sainte-Thècle en Mauricie, s'établirent sur des lots de terre à partir 1917 dans cette zone. La navigabilité de la rivière La Sarre permettait aux pionniers de se transporter sur l'eau grâce à des bateaux avec dotés de moteurs actionnés à la vapeur. Ils pouvaient ainsi rejoindre le village de Macamic en traversant le lac Macamic ou le lac Abitibi pour les services de la religion, des commerces ou les services de professionnels.

## Toponymie
L'appellation "La Sarre" utilisée pour le canton, la ville, la rivière et la baie du lac Abitibi évoque le régiment de La Sarre, levé par le duc Henri de Senneterre. Ce régiment arrive en Nouvelle-France en 1755 et est rapatrié en France en 1761.
Jadis, la rivière La Sarre était désignée rivière Whitefish, signifiant Poisson blanc en langue algonquine. La dénomination d'Amikitik et Adikameg Sibi ont aussi été en usage chez la communauté algonquine. Le toponyme rivière La Sarre est en usage depuis environ 1914, alors que les pionniers arrivaient dans le nord-ouest de l'Abitibi.
Le toponyme rivière La Sarre a été officialisé le 5 décembre 1968 à la Banque des noms de lieux de la Commission de toponymie du Québec.